# Углеродный шовинизм
Углеродный шовинизм (англ. carbon chauvinism) — неологизм, использующийся для пренебрежительного наименования теории универсальности водно-углеродной жизни ввиду исключительных химических и термодинамических свойств углерода, делающих его намного предпочтительнее всех прочих элементов. Автор термина, астрофизик Карл Саган, критикуя эту точку зрения, предположил, что основанием для её выдвижения является лишь то обстоятельство, что её приверженцы сами состоят из углерода и воды и поглощают в процессе метаболизма кислород.
«Углеродный шовинизм» основывается на том предположении, что инопланетная жизнь в случае её существования должна быть похожа на земную — в частности, что молекулы, ответственные за жизненные химические процессы, должны быть построены прежде всего из углерода.
Однако, как углеродным формам жизни, которые никогда не встречались с другой жизнью, развившейся за пределами земной окружающей среды, человеческим существам может быть сложно вообразить принципиально иную биохимию.
Карл Саган написал об этом и других человеческих шовинизмах, которые ограничивают предположение о возможной инопланетной жизни, в своей книге «Космическая связь» в 1973 году.
В 1999 году в статье журнала «Reason» Кеннет Силбер (англ. Kenneth Silber), рассуждая о теории идеально устроенной вселенной, процитировал астрофизика Виктора Стенджера, используя термин:

Нет причин, говорит Стенджер, «предполагать, что существует только один возможный тип жизни» — мы слишком мало знаем о жизни в нашей собственной вселенной, не говоря уже о «других» вселенных, чтобы прийти к такому выводу. Стенджер осуждает как «углеродный шовинизм» предположение о том, что для жизни требуется углерод; другие химические элементы — такие, как кремний — могут также формировать молекулы значительной сложности. Кроме того, Стенджер рискует предположить, что считать молекулы необходимыми вообще — это «молекулярный шовинизм»; во вселенной с иными свойствами атомные ядра или другие структуры могли бы собираться совершенно незнакомыми нам способами.
Оригинальный текст (англ.)There is no good reason, says Stenger, to «assume that there’s only one kind of life possible» — we know far too little about life in our own universe, let alone «other» universes, to reach such a conclusion. Stenger denounces as «carbon chauvinism» the assumption that life requires carbon; other chemical elements, such as silicon, can also form molecules of considerable complexity. Indeed, Stenger ventures, it is «molecular chauvinism» to assume that molecules are required at all; in a universe with different properties, atomic nuclei or other structures might assemble in totally unfamiliar ways.

## Альтернатива углероду

Структура монтмориллонита — слоистого силиката

На данный момент суммарно наукой исследовано порядка 100 000 неорганических соединений и более 8 000 000 органических. Каждый год открывается ещё порядка 300 000 органических соединений. Количество различных конфигураций биологических молекул, в частности белков, крайне велико или практически неограниченно.
Кремний, как и углерод, может образовывать четыре устойчивые связи с самим собой и другими элементами, а также длинные цепи, известные как силановые полимеры, которые очень похожи на углеводороды. Кремний более активен, чем углерод, что может сделать его оптимальным для чрезвычайно холодных сред. Фактическое присутствие в природе углеводородов очень велико. Углеводороды и другие органические соединения встречаются в метеоритах, кометах и межзвёздных облаках, в то время как их кремниевые аналоги никогда не наблюдались в природе. Кремний, однако, образует сложные структурные типы, в которых атомы кислорода образуют мостики между атомами кремния (… Si-O-Si-O-Si …). Такие природные вещества относят к силикатам. Они устойчивы и распространены в земных условиях. Многие учёные рассматривают их в качестве основы для доорганической жизни на Земле, например в теории глины.